# Koninklijke Vlaamse Voetbalbond
De vzw Koninklijke Vlaamse Voetbalbond is een van de Belgische voetbalbonden en is de grootste liefhebbersvoetbalbond in Vlaanderen. De KVV groepeert voornamelijk amateurploegen, zowel heren, dames, andersvaliden als jeugd, en zowel veldvoetbal als zaalvoetbal. Deze voetbalbond vormt een compleet aparte organisatie en structuur die los staat van de KBVB die ook profclubs heeft. KVV organiseert jaarlijks een Beker der Kampioenen en Beker van Vlaanderen op Vlaams niveau, waarin de kampioenen van de 4 regionale afdelingen (van de vijf Vlaamse provincies) uitkomen. De organisatie telt ongeveer 25.000 leden, verspreid over 665 voetbalclubs in heel Vlaanderen.

## Geschiedenis
De KVV is ontstaan in 1977 onder de naam vzw Koninklijke Katholieke Sportfederatie van België, afdeling voetbal. Ze verenigt sindsdien verschillende provinciale katholieke voetbalverbonden, waarvan de Katholieke Voetbalbond Antwerpen de grootste was. Daarnaast gingen ook de Katholiek Vlaams Sportverbond Oost- en West-Vlaanderen, Sportverbond Brabant en sinds 1987 ook de Limburgse variant op in de uniforme structuur. In 1983 werd de naam veranderd in Koninklijk Katholiek Vlaams Sportverbond vzw. In 1995 werd een afdeling andersvalidenvoetbal binnen de K.K.V.S geïntegreerd en twee jaar later (1997) ook een damesafdeling. De verandering naar de huidige naam vond plaats op 28 november 1998. Op 1 september 2007 vierde de vzw haar honderdjarig bestaan.
KVV organiseert elk jaar opnieuw een aantal vaste activiteiten zoals de nieuwjaarscross, het paastoernooi (dat een van de grootste toernooien voor jeugdvoetballers in Antwerpen genoemd mag worden), 4*4 pupillen- en meisjestoernooien en het jaarlijkse damestoernooi

## Competities

### Beker van Vlaanderen
De Beker van Vlaanderen is een bekertoernooi waarin de vier winnaars van de bekertornooien van de regionale afdelingen, Limburg, Antwerpen, Vlaams-Brabant en Oost-Vlaanderen, tegen elkaar uitkomen. Het evenement wordt jaarlijks georganiseerd, afwisselend in de verschillende regio’s.

### Beker der Kampioenen
De Beker der Kampioenen is een bekertoernooi waarin de vier winnaars van de competities van de regionale afdelingen, Limburg, Antwerpen, Vlaams-Brabant en Oost-Vlaanderen, tegen elkaar uitkomen. Het evenement wordt jaarlijks georganiseerd, afwisselend in de verschillende regio’s.

### Regionale afdelingen

#### Antwerpen
| Ere Afdeling   | 1ste Afdeling | 2de Afdeling A       | 2de Afdeling B | 3de Afdeling A | 3de Afdeling B | 4de Afdeling A  | 4de Afdeling B     | 5de Afdeling  |
| -------------- | ------------- | -------------------- | -------------- | -------------- | -------------- | --------------- | ------------------ | ------------- |
| FC VDP         | Bacwalde FC   | Afro Belge Juventude | Akabe          | B.A.R.T.       | Academia       | Atlanta         | Adler              | Adav          |
| Oxaco          | Berkenrode    | Anadolu              | Andalucia      | Birlikspor     | Albatros       | De Goudsbloem   | Bariton            | Blauwbloezen  |
| Cantincrode    | Driehoek      | FC Belgica           | Brasschaat     | Es Es          | AS Lier        | De Zwaluwen     | Boterwaag          | Gfd           |
| Familia        | Groenendaal   | Nieuw Boechout       | D'Amigos       | Geitenhof      | Club 91        | Dremco          | De Duif            | Jokers        |
| Olvac          | Groenenhoek   | Nieuw Stabroek       | De Kroon       | Michelangelo   | DWM Lint       | Harrows         | Dynamica           | Osmanli       |
| SC Olve        | Helderhoek    | Olse                 | SK De Vrede    | Moretusburg    | Deurne OB      | Hemiksem        | Dynamo Verlichting | Players       |
| Ossmi          | Ik Dien       | Sava                 | Kalfort Daghet | Noorse         | Duffel Oost    | Hercules 07     | Goka               | Sint-Aloysius |
| Patro Hoevenen | Koningshof    | Scheepsboys          | VK Kontich     | Ossla Rozemaai | FC Kiel        | Kwadraat Ekeren | Jolika             | Socio         |
| Riko Hubertus  | Racing Niel   | Seamen's Chile       | Ostan          | Psk            | Hth            | Los Incas       | Leonardus          | Turkgucu      |
| Simikos        | Sint Jozef    | Seja                 | Polonia        | Rood Wit       | Laar           | Roj             | Lucyvo             | Vvc           |
| Stabelino      | Valaarhof     | Vataspor             | Rapid          | Ruggeveld      | Sac            | Troske          | Schonenberg        | Zond          |
| Vremde         | Vos Reinaert  | Vlug Vooruit         | Self Mate      | Vaso           | Vitesse Boom   | Young Stars     | Wavria             |               |